# Heinrich Klinkenberg
Heinrich Joseph Hubert Klinkenberg (* 6. Dezember 1896 in Röthgen, Landkreis Aachen; † 9. Mai 1945 in Luckenwalde, Brandenburg) war ein deutscher Publizist.

## Leben und Tätigkeit
Klinkenberg wurde 1921 mit einer von Martin Spahn betreuten Arbeit über die Kölnische Zeitung zum Dr. phil promoviert. Anschließend wurde er politischer Mitarbeiter von Spahn. Zusammen mit Spahn gab er in den 1920er Jahren die Zeitschrift Das deutsche Volk heraus. Daneben schrieb er für Organe wie das Katholische Korrespondenzblatt und die Gelben Hefte.
Klaus Breuning nennt Klinkenberg neben Spahn, Eduard Stadtler, Kurt Ziesche und Edgar Jung (der tatsächlich Kalvinist war) als wichtigsten Vertreter der intellektuellen katholischen Rechten in der Zeit der Weimarer Republik.
1933 wurde Klinkenberg Chef vom Dienst unter dem Chefredakteur Emil Ritter bei der katholischen Zeitschrift Germania, die unter ihrem Besitzer bzw. treuhänderischen Besitzer Franz von Papen seit den 1920er Jahren politisch immer weiter nach rechts rückte.
Im weiteren Verlauf der 1930er Jahre soll Klinkenberg einige Redakteure der Germania des „politischen Katholizismus“ beschuldigt haben, das auf diese Denunziation aber nichts unternommen habe.
Dem Volksbund Kriegsgräberfürsorge zufolge starb Klinkenberg am 9. Mai 1945 im Kriegsgefangenenlazarett Luckenwalde. Sein Grab befindet sich auf der Kriegsgräberstätte in Halbe (Endgrablage: Block 4 Reihe 6 Grab 552).

## Ehe und Familie
Am 25. Juli 1930 heiratete Klinkenberg in Berlin die Sekretärin Hildegard Binias (* 7. August 1909 in Berlin-Charlottenburg).

## Schriften
- Heinrich Klinkenberg: Die Kölnische Zeitung und die preußisch-deutsche Politik Bismarcks 1866/67. Ihr Anteil an der Bildung der nationalliberalen Partei und ihre Stellung zum preußishcen Verfassungsentwurf für den Norddeutschen bund vom 15. Dezember 1866, Köln 1921. (Dissertation)
- Das Zentrum und die Rechte im Kampf um die christliche Schule seit 1918, Berlin 1932.
- Frankreich, Raum, Volk, Staat, 1937.